# Furka-basistunnel
De Furka-basistunnel is een ruim 15,4 kilometer lange Zwitserse treintunnel die Oberwald in het kanton Wallis verbindt met Realp in het kanton Uri. De tunnel vervangt de route over het Furka-bergtraject.
De aanleg van de Furka-basistunnel maakte het de Furka-Oberalp-Bahn mogelijk het gehele jaar door de treindienst in bedrijf te houden. Dit was voordien niet mogelijk als gevolg van het verwijderen van de bovenleiding en de Steffenbachtobel-brug en van zware sneeuwval gedurende de wintermaanden.
Na een zwaar ongeval tijdens het ruimen van sneeuw in juni 1963 werd de roep om een veilige en wintervaste verkeersverbinding tussen Wallis en Uri sterker. De voorlopige begroting voor de aanleg van de tunnel bedroeg 76 miljoen Zwitserse frank. In 1976 werd de door Roger Bonvin geïnitieerde wet over de aanleg van de Furka-basistunnel door het Zwitserse parlement aangenomen. Door tegenslagen als gevolg van lastige geologische omstandigheden liepen de bouwwerkzaamheden ernstige vertragingen op. Ook werden de bouwers gedwongen het portaal aan de Urner zijde te verplaatsen met als gevolg dat de tunnel een stuk langer werd. De tegenslagen hadden tevens tot gevolg dat de bouwkosten explosief stegen tot ruim boven de 300 miljoen frank.
In de tunnel ligt een enkelspoors spoorbaan die twee automatische uitwijkplaatsen voor elkaar tegemoetkomende treinen bevat.
In het eerste jaar na opening van de tunnel op 25 juni 1982 werden al 75.000 personenauto's, vrachtwagens en bussen vervoerd. Vanaf het eerste moment was het voor de Glacier-Express mogelijk het hele jaar door een treinverbinding tussen Zermatt en St. Moritz te onderhouden. Anno 2007 rijdt de Glacier-Express vijf maal per dag per richting, rijdt er ieder uur een regionale trein in beide richtingen en rijdt er tussen 06.00 uur en 22.30 uur een autotrein in beide richtingen. In de wintermaanden bereikt de tunnel regelmatig zijn maximumcapaciteit.

## Afbeeldingen

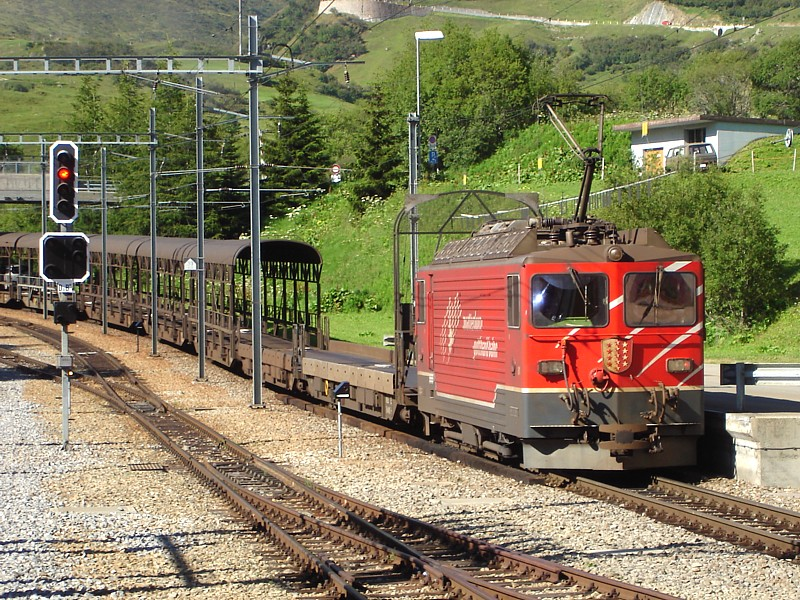
Autovervoer in Realp
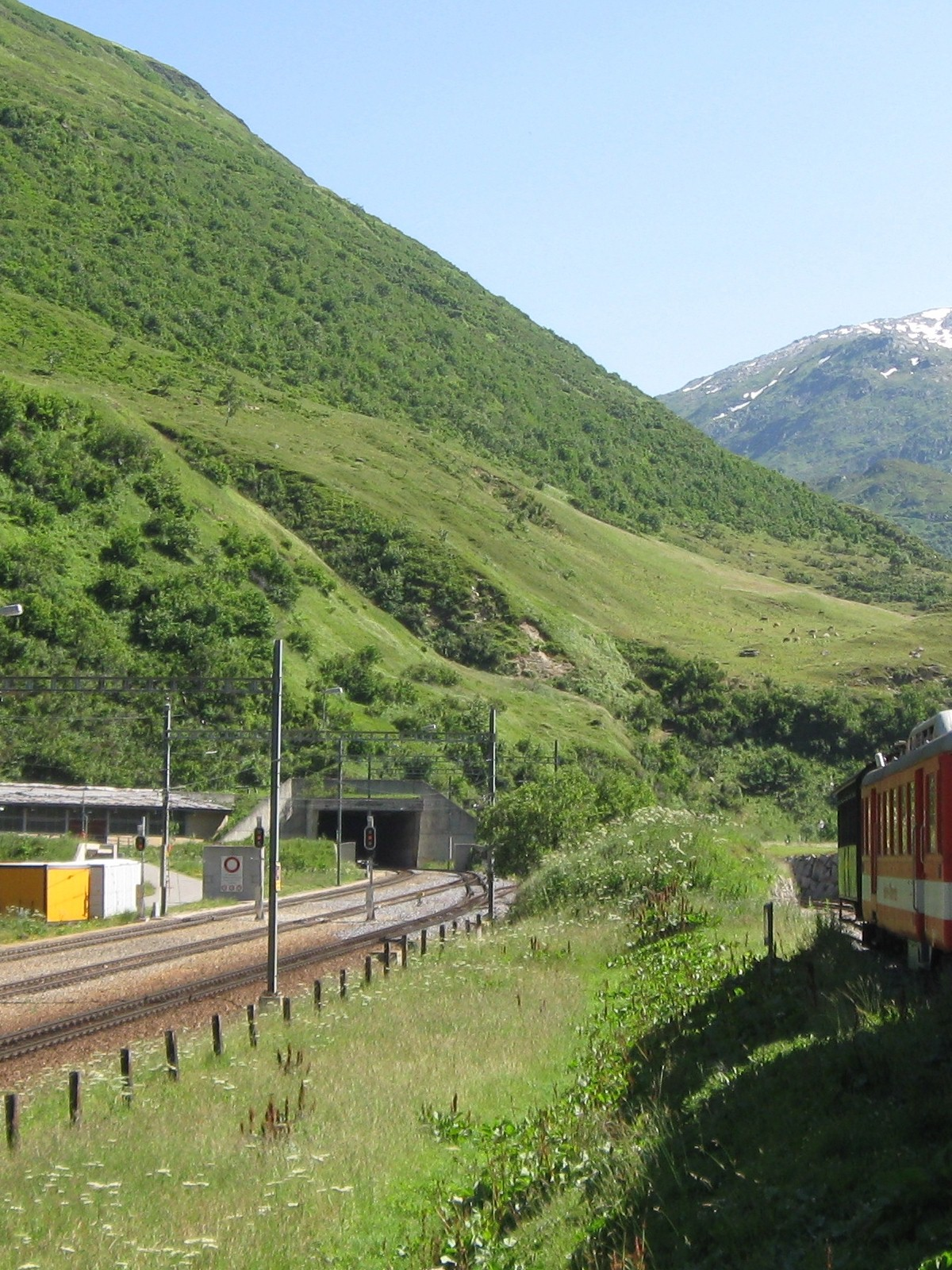
Noordoost-portaal

## Trivia
- Aan het portaal in Oberwald is een plaquette geplaatst ter nagedachtenis van Roger Bonvin.
- Het voornemen bestond om na voltooiing van de tunnel vanaf het midden van de doorgang een aftakking te maken in de richting Ticino, het zogenaamde Bedretto-venster. Dit plan was politiek even omstreden als het oorspronkelijke plan van de Furka-Basistunnel. Het 5,2 km lange bouwproject heeft evenwel op financiële gronden nooit doorgang gevonden.